# Kis János (informatikai újságíró)
Kis János (Baja, 1955. március 15. – Budapest, 2019. december 12.) informatikai újságíró, igazságügyi szakértő. Johannes néven az 1980-as évektől kezdve vett reszt az informatika (főként az IBM PC és a vírusok kapcsolatát vizsgálva) ismertetésében, az informatikai biztonság alapjainak népszerűsítésében. Nevéhez fűződik Magyarország egyik első BBS rendszerének, a vírusvédelem köré felépített VirNet BBS-nek a létrehozása és üzemeltetése is, illetve az euroASTRA hírportál alapítója és főszerkesztője volt haláláig. A Magyar Újságírók Országos Szövetsége Életmód szakosztály főtitkára volt.

## Élete
Eredeti tanult szakmája biológia- és kémia-szakos tanár, valamint marketingkommunikációs szaküzemgazdász, de ismertségét újságírói tevékenységének köszönhette.
Tanulmányait a Szilágyi Erzsébet Gimnáziumban, a Marx Károly Közgazdaságtudományi Egyetemen illetve az Eötvös Loránd Tudományegyetemen végezte.
Már az 1980-as évek közepétől lehetett cikkeivel szinte minden Magyarországon megjelenő informatikai magazinban találkozni, cikkeivel számos – akkor még jobbára ismeretlen – témát bemutatva, a magyar ékezetek helyzetétől az évtized vége felé a köznapokban is megjelenő számítógépes vírusokig. Az egyik legaktívabb informatikai újságíróként igyekezett minden eseményen jelen lenni, és az újdonságokról (vagy veszélyekről) cikkeiben tudósítani, a rövid híreken át a sok oldalas cikksorozatokig terjedő formákban.
Több könyve is megjelent, általában a számítógépes vírusok elleni védekezés témakörében; az első (itthon alapműnek számító) ilyen könyv a Víruslélektan volt, melyet Szegedi Imrével közösen, Faklen Pál főszerkesztésében adtak ki 1990-ben.
A kilencvenes évek elején, Magyarországon elsők között indította el a VirNet BBS-t (egy telefonos modem segítségével elérhető elektronikus hírközpont, az internet elterjedése előtt), ami helyi (illetve később a FidoNet-re csatlakozva országos) fórumokat illetve hatalmas mennyiségű vírusvédelemmel és informatikával kapcsolatos, nyilvánosan elérhető file-adatbázist üzemeltetett, például a legfrissebb vírusirtókat elérhetővé téve. A rendszer adminisztrációja mellett aktívan részt vett a közösség életében is, megosztva az érdeklődőkkel az újdonságokat (hiszen ebben az időben még internet sem „létezett”, a blog szót még ki sem találták, és az „online sajtó” fogalmára is egy évtizedet kellett várni).
2002-ben (dr. Pósvári Sándor halála után) az euroASTRA internetes magazin főszerkesztője lett, és folytatta a magazin szellemiségét: az internet felhasználóinak érdekvédelmét, az olcsó és általánosan elérhető internet hozzáférés szorgalmazását vagy épp a szerzői jogok alapján nem üzleti haszonszerzésért lemásolt programok felhasználóinak meghurcoltatása elleni tevékenységet. Betegsége (főként súlyosbodó látásproblémái) miatt a 2010-es évekre a frissítések ritkábbá váltak.
Az információszabadság (és adatbiztonság) támogatója volt: mind a BBS, mind a FidoNet, mind pedig a későbbi online írásai szabadon elérhetőek voltak mindenki számára; ezeket az elveket az informatikában általában, illetve általánosan a közéletben és a politikában is vallotta, képviselte.
Több évtizedet betegeskedett; 2019. december 12-én, 65 éves korában hunyt el.

## Főbb művei
- Kis, János.szerk.: Faklen Pál: Víruslélektan (pdf) (magyar nyelven), Cédrus (1990). ISBN 9630286750
- Új víruslélektan. Cédrus (1991). ISBN 9637429026 (Alaplap könyvek 3.)
- Vírushatározó. Cédrus (1992) (Alaplap könyvek 4.)
- BBS - avagy az elektronikus postaláda. Cédrus (1994). ISBN 9637429808 (Alaplap könyvek 8.)